# 正岡道一
正岡 道一（まさおか みちかず、1937年（昭和12年）5月2日 - ）は、日本の実業家である。セシール創業者として知られた。

## 経歴・人物
愛媛県久万高原町に生まれる。近江高等学校卒業後、自衛隊に入隊するが後に除隊する。その後タイヤ販売会社に入社し勤務した。1970年（昭和45年）に香川県高松市にてアジア物産を創業し、低価格の下着を中心としたカタログ通信販売の開発に携わった。
その後は多くの職に向けたカタログの製作及び開発に携わり、一般家庭向けのカタログの作成にも携わった。後に「セシール」に商号変更し、代表取締役社長に就任する。また、出身の久万高原の名誉町民やこけしの寄贈にも携わった。しかし1992年（平成4年）に商標権の侵害疑惑によりハヤシニットに控訴し、大阪高等裁判所にて開廷したものの後に棄却となった。さらに経営は不況に陥った事により希望退職者を募り、2003年（平成15年）7月に代表取締役社長を辞任した。